# 게자리 55 d
게자리 55 d는 태양과 비슷한 항성 게자리 55 주위를 도는 외계 행성이다. d가 게자리 55에서 떨어져 있는 거리는 대략 목성이 태양과 떨어져 있는 거리와 비슷하다. d는 게자리 55 행성계에서 가장 바깥에 있다. d는 2002년 6월 13일 발견되었다. 지구에서는 약 40.9광년(약 12.5파섹)정도 떨어져 있다.

## 발견
다른 수많은 외계 행성들과 마찬가지로 게자리 55 d는 항성의 시선 속도 변화를 통해 발견되었다. 이는 항성 스펙트럼의 도플러 효과를 정교하게 측정하여 알아낸 것이다. d가 발견되기 이전에도 게자리 55를 도는 천체로 이미 게자리 55 b가 발견되어 있는 상태였다. b의 존재를 고려하였음에도 불구하고 의문의 떨림이 여전히 항성에서 감지되었다.
2002년 자세한 연구 끝에 항성에서 약 5 AU 떨어진 거리를 긴 주기에 걸쳐 도는 행성이 있음을 알게 되었다. 동시에 항성에 가까이 붙어 있는 또 다른 행성의 존재도 감지하게 되었다. 이 둘은 항성에서 가까운 것부터 알파벳 순서대로 게자리 55 c, 게자리 55 d로 명명되었다.

## 궤도 및 질량
게자리 55 d가 발견되었을 때는 이 행성의 궤도 요소가 정확히 밝혀져 있지 않았음에도 불구하고 이심률이 매우 낮은 궤도를 그리고 있을 것으로 생각했다. d에 대해 더 자세하게 연구한 결과 이 행성의 운동 양태를 더욱 정확히 설명하려면 궤도 이심률이 커야 한다는 주장이 나왔으며, 이는 우리 태양계에서 명왕성을 뺀 어떤 행성들보다도 찌그러진 궤도를 그리는 것이었다. 2008년 이 행성이 항성을 완벽하게 한 바퀴 돌았음이 확인되었는데, 이를 통해 d의 궤도는 애초에 생각했던 것과 마찬가지로 원형에 가까운 궤도를 돌고 있음이 밝혀졌다. 또한 항성과의 거리는 약 5.77 AU로, 목성과 태양 사이 거리보다 조금 더 먼 수준임을 알게 됐다.
게자리 55 d를 발견하는 데 사용된 시선 속도법의 약점은, 오로지 해당 천체의 최소 질량만을 알 수 있다는 것이다. d의 경우 이 질량은 목성의 약 3.835배 수준이다. 2004년 허블 우주 망원경에 내장된 파인 가이던스 센서로 d를 조사한 결과 d의 궤도는 천구면에 대해 약 53도 기울어져 있었다. 만약 이 측정값이 정확하다면, d의 질량은 최솟값보다 25퍼센트 더 클 것이며 이는 목성 질량의 약 4.8배가 된다.

## 특징
질량을 놓고 보면 이 행성 표면이 지구처럼 딱딱한 고체일 가능성은 없으며, 목성처럼 가스로 이루어졌을 것이다. 다만 d는 간접적으로 발견되었기 때문에 반지름, 화학적 조성물, 유효 온도 등의 자세한 사항은 좀 더 나은 관측 기술이 개발되어야 확인 가능할 것이다.
d의 화학적 조성이 목성과 비슷하고 행성 대기가 화학적 평형 상태에 가깝다고 가정하면, 게자리 55 d는 물의 구름으로 덮여 있을 것으로 보인다. 항성으로부터 거리가 꽤 멀지만, d의 질량은 목성의 수 배에 이르기 때문에 내부열도 목성보다 더 클 것이며, 이 열 때문에 목성처럼 암모니아 구름이 표면에 떠 있을 수 없다. 큰 질량 덕분에 표면 중력은 목성의 4배는 될 것이다(지구의 10배). 이처럼 표면 중력이 큰 이유로는, 질량 외에도 자체 중력 때문에 실제 반지름이 목성과 별 차이가 나지 않을 것이기 때문이다.

## 같이 보기
- 행성
  - 게자리 55 b
  - 게자리 55 c
  - 게자리 55 d
  - 게자리 55 e
  - 게자리 55 f

## 참고 문헌
1. 1 2 3 4 5  DA Fischer;  외. (2008년 3월). “Five Planets Orbiting 55 Cancri”. 《Astrophysical Journal》 (675): 790-801. doi:10.1086/525512.
2. ↑  Butler, R.;  외. (1997). “Three New 51 Pegasi-Type Planets”. 《The Astrophysical Journal》 474: L115 – L118. doi:10.1086/310444.[깨진 링크(과거 내용 찾기)]
3. 1 2  Marcy, G.;  외. (2002). “A planet at 5 AU Around 55 Cancri”. 《The Astrophysical Journal》 581: 1375 – 1388. doi:10.1086/344298.
4. 1 2  McArthur, B.;  외. (2004). “Detection of a NEPTUNE-mass planet in the ρ1 Cnc system using the Hobby-Eberly Telescope”. 《The Astrophysical Journal》 614: L81 – L84. doi:10.1086/425561.
5. ↑  Sudarsky, D.;  외. (2003). “Theoretical Spectra and Atmospheres of Extrasolar Giant Planets”. 《The Astrophysical Journal》 588 (2): 1121 – 1148. doi:10.1086/374331.